# 哈罗鸠勒菌科
哈罗鸠勒菌科（学名：Halojulellaceae），是格孢菌目下的一个科。哈罗鸠勒菌科有哈罗鸠勒菌属唯一一个属。

## 下属分类
- 哈罗鸠勒菌属 Halojulella
  - Halojulella avicenniae (Borse) Suetrong, K.D. Hyde & E.B.G. Jones